# 斯科特空軍基地
斯科特空軍基地（英語：Scott Air Force Base）是位於美國伊利諾伊州聖克萊爾縣的一個人口普查指定地區。

## 地理
斯科特空軍基地的座標為38°32′00″N 89°52′00″W / 38.53333°N 89.86667°W，而該地最高點為海拔高度137米（即449英尺）。

## 人口
根據2010年美國人口普查的數據，斯科特空軍基地的面積為9.70平方千米，當中陸地面積為9.70平方千米，而水域面積為0.00平方千米。當地共有人口3,612人，而人口密度為每平方千米372.37人。